# Pierre Bonin
Pour les articles homonymes, voir Bonin.
Pierre Bonin, né le 26 octobre 1971 à Saint-Denis de La Réunion, est professeur d’histoire du droit à l'Université Paris 1 Panthéon-Sorbonne.

## Biographie

### Carrière universitaire
Il a été maître de conférences à l'université de Reims de 2003 à 2006. Puis, il a été professeur agrégé d'histoire du droit, des institutions et des faits économiques et sociaux en 2006 à l'Université de Nantes, dont il est premier vice-doyen, et ensuite à l'Université Paris 13 Nord de 2009 à 2011.
Il est désormais professeur à l'Université Panthéon-Sorbonne, dont il a été le vice-président de la commission de la recherche.
En 2007, il s'est vu décerner le prix Estrade-Delcros pour son ouvrage Bourgeoisie et habitandage dans les villes du Languedoc sous l’Ancien Régime tiré de sa thèse de doctorat, sous le patronage de l'Académie des inscriptions et belles-lettres . Sa thèse a également reçu le prix André Ferran de l’Académie des Sciences.
En 2009, il participe aux mouvements universitaires 2007-2009 et à la marche des grévistes.
En 2012, il est nommé directeur exécutif de l’Université numérique juridique francophone (UNJF) l'Université Panthéon-Sorbonne.
Le 16 mars 2013, il s'oppose à l'adoption de la loi 2013-404 ouvrant le mariage aux couples de même sexe dans une lettre ouverte aux membres du Sénat signée par 170 universitaires français, professeurs et maîtres de conférences en droit.
Il codirige avec Jean-Louis Halpérin la collection Histoire du droit des Éditions Classiques Garnier

## Publications

### Articles
Pierre Bonin est l'auteur d'une centaine d'articles, parmi lesquels :
- « L'exercice de la justice par le Colonel Général de l'infanterie française d'après les sources narratives et doctrinales », in Combattre, gouverner, écrire, Études réunies en l’honneur de Jean Chagniot, (œuvre collective), Paris, Économica, Bibliothèque stratégique, 2003, p. 197–216.
- « ............ », in Normes et normativités, études d’histoire du droit rassemblées en l’honneur d’Albert Rigaudière, (œuvre collective de Corinne Leveleux-Teixeira, Anne Rousselet-Pimont, Pierre Bonin et Florent Ganier), Paris, Économica, 2009, p. XX-XX

### Ouvrages
- Bourgeoisie et habitanage dans les villes du Languedoc sous l’Ancien Régime[9], Aix-Marseille, Presses universitaires, Société française de publication de textes en histoire juridique, « Thèses et Travaux » no 7, 2005, 584 p. Édition mise à jour d’une partie de sa thèse de doctorat sous la direction d'Albert Rigaudière[5].
- Construire l’armée française, textes fondateurs des institutions militaires, Tome II (Depuis le règne de Henri II jusqu’à la fin de l’Ancien Régime), Turnhout, Brepols, 2007, 355 p.